# Édouard Elias
Édouard Elias (* 29. června 1991, Nîmes) je francouzský novinář a fotograf.

## Životopis
Édouard Elias žil deset let v Egyptě v Šarm aš-Šajchu. Jeho otec je Egypťan, matka Francouzka. V roce 2009 se vrátil do Francie, aby mohl začít studovat obchod a žil se svými prarodiči.
Začal studovat fotografii na École de Condé v Nancy a nadchnul se pro válečnou fotografii. Inspiroval jej ruský válečný reportér Jurij  Kozyrev, známý svými reportážemi v Čečensku a Iráku.
Ještě jako student a bez rozkazů v kapse odešel v srpnu roku 2012 pořídit fotografickou reportáž v uprchlických táborech v Turecku a zakončil ji v Sýrii . Po návratu ukázal své fotografie z rebelské ofenzívy v Aleppu fotografům, se kterými se setkal na festivalu Visa pour l'image v Perpignanu. Agentura Getty ho najala a zveřejnila jeho zprávu Le Martyre d’Alep v Paris Match, Der Spiegel a Sunday Times. Poté se rozhodl studium ukončit.
Dne 6. června 2013 , když byl severně od Aleppa , byl zajat jako rukojmí s Didierem Françoisem, vedoucím zpravodajem pro Evropu 1. Po deseti měsících zajetí byl propuštěn v dubnu 2014.
V březnu 2016 se nalodil na Aquarius, humanitární člun pronajatý nevládní organizací SOS Méditerranée k záchraně ztroskotaných migrantů na moři.
Édouarda Elase od roku 2019 zastupuje galerie Polka.

## Výstavy
Neúplný seznam
- 2015: Opération Sangaris en Centrafrique (Operace Sangaris ve Středoafrické republice), Visa pour l’image, Perpignan.
- 2016: Les Boat-People de la Grande Bleue, Prix Bayeux-Calvados.
- 2017: Dans la peau d’un soldat. De la Rome antique à nos jours (V kůži vojáka. Od starověkého Říma po současnost), Musée de l'Armée, Hôtel des Invalides, Paris.
- 2019: Memoriam, galerie Polka, Paříž[8]
- 2020: Vertiges des jours (Závratě dnů), skupinová výstava, galerie Polka, Paříž[9]
- 2022: Exils – Photographier pour ne pas oublier, (Exily – Fotografují, abychom nezapomněli), uměleckohistorické muzeum Paula Eluarda, Saint-Denis, od 20. dubna do 15. května 2022[10]
- 2022: Vies à vif, se Stanley Greenem, Galerie Polka, Paříž[11]
- 2022: Ne pleure pas, c’est notre patrie (Neplač, je to naše vlast), s Abdulmonam Eassou, v rámci ocenění Prix Bayeux Calvados-Normandie des correspondants de guerre, Radar de Bayeux, 4.–30. října[12]

## Ceny a ocenění
- 2015: Cena Rémiho Ochlika za zprávu vytvořenou v rámci pluku cizinecké legie ve Středoafrické republice [13] .
- 2016: Cena seržanta Sébastiena Vermeilleho [14] .

## Veřejné sbírky
- Musée de l'Armée, Invalidovna (Paříž), Paříž: Operace Sangaris, Středoafrická republika, 2015 / Donbas, 2017-2018.
- Francouzské muzeum fotografie, Bièvres